# Ring of Brodgar
De Ring of Brodgar, ook wel de Ring van Brogar genoemd, gelegen op Mainland (Orkney), behoort samen met de Ness of Brodgar,  Skara Brae, de Stones of Stenness en Maeshowe tot het Neolithische Hart van Orkney, dat sinds 1999 door UNESCO aan de Werelderfgoedlijst is toegevoegd.
Heart of Neolithic Orkney
De ceremoniële ring en steencirkel wordt gedateerd tussen 2500 en 2000 voor Christus en ligt op een smalle landengte tussen het Loch of Stenness en het Loch of Harray. Van de oorspronkelijke zestig stenen zijn er nog maar 36 over. De stenen zijn niet versierd, op vijf Noorse runen en een kruis na. De runen vormen een cryptogram met de veel voorkomende naam Bjorn. Om de cirkel bevindt zich een gracht, die oorspronkelijk 3 meter diep moet zijn geweest. Nabij de henge staat de Comet Stone.
In 2002 werd op dezelfde landengte een steen opgegraven en die bleek onderdeel te zijn van een bijzonder groot neolithisch tempelcomplex genaamd Ness of Brodgar. Sinds 2003 vinden daar uitgebreide opgravingen en onderzoekingen plaats.

## Folklore
Er zijn sagen bekend die verhalen over dansende reuzen die bij zonsopgang in stenen veranderden. De losstaande Comet Stone zou de fluitspeler geweest zijn.

## Beheer
De Ring van Brodgar wordt beheerd door Historic Scotland.